# Вик-мунгкан
Вик-мунгкан — австралийский язык группы вик паманской ветви пама-ньюнгской языковой семьи. На языке говорят аборигены, живущие в северной части полуострова Кейп-Йорк в Квинсленда в Австралии. Число носителей согласно переписи населения Австралии 2006 года — 1050 человек.